# Campionati del mondo di atletica leggera 2022 - Salto con l'asta femminile
La specialità del salto con l'asta femminile dei campionati del mondo di atletica leggera 2022 si è svolta tra il 15 e il 17 luglio all'Hayward Field di Eugene, negli Stati Uniti d'America.

## Podio
| Pos.    | Atleta         | Nazionalità | Misura |
| ------- | -------------- | ----------- | ------ |
| Oro     | Katie Nageotte | Stati Uniti | 4,85 m |
| Argento | Sandi Morris   | Stati Uniti | 4,85 m |
| Bronzo  | Nina Kennedy   | Australia   | 4,80 m |

## Situazione pre-gara

### Record
Prima di questa competizione, il record del mondo (RM) e il record dei campionati (RC) erano i seguenti.
| Record                | Prestazione | Atleta                 | Data                               | Competizione  |
| --------------------- | ----------- | ---------------------- | ---------------------------------- | ------------- |
| Record mondiale       | 5,06 m      | Elena Isinbaeva Russia | 28 agosto 2009 Zurigo, Svizzera    |               |
| Record dei campionati | 5,01 m      | Elena Isinbaeva Russia | 12 agosto 2005 Helsinki, Finlandia | Mondiali 2005 |

### Campionesse in carica
Le campionesse in carica a livello mondiale erano:
| Campionessa | Atleta                                         | Prestazione | Data                           | Competizione                 |
| ----------- | ---------------------------------------------- | ----------- | ------------------------------ | ---------------------------- |
| Olimpico    | Katie Nageotte Stati Uniti                     | 4,90 m      | 5 agosto 2021 Tokyo, Giappone  | Giochi della XXXII Olimpiade |
| Mondiale    | Anzhelika Sidorova Atleti Neutrali Autorizzati | 4,95 m      | 29 settembre 2019 Doha (Qatar) | Mondiali 2019                |

### La stagione
Prima di questa gara, le atlete con le migliori tre prestazioni dell'anno erano:
| Pos. | Atleta                   | Prestazione | Data                                    |
| ---- | ------------------------ | ----------- | --------------------------------------- |
| 1    | Sandi Morris Stati Uniti | 4,82 m      | 24 giugno 2022 Eugene, Stati Uniti      |
| 2    | Emily Grove Stati Uniti  | 4,75 m      | 11 giugno 2022 Chula Vista, Stati Uniti |
| 3    | Tina Šutej Slovenia      | 4,72 m      | 25 giugno 2022 Velenje, Slovenia        |

## Risultati

### Qualificazione
La gara si è svolta il 15 luglio a partire dalle ore 17:20. Si qualificano alla finale le atlete che raggiungono i 4,65 m (Q) o le migliori dodici (q).
| Pos. | Gruppo | Atleta                 | Nazionalità   | 4,20 | 4,35 | 4,50 | Risultato | Note |
| ---- | ------ | ---------------------- | ------------- | ---- | ---- | ---- | --------- | ---- |
| 1    | B      | Aikaterinī Stefanidī   | Grecia        | -    | -    | o    | 4,50 m    | q    |
| 1    | A      | Xu Huiqin              | Cina          | -    | o    | o    | 4,50 m    | q    |
| 1    | B      | Jacqueline Otchere     | Germania      | o    | o    | o    | 4,50 m    | q    |
| 1    | A      | Katie Nageotte         | Stati Uniti   | -    | o    | o    | 4,50 m    | q    |
| 1    | B      | Nina Kennedy           | Australia     | -    | -    | o    | 4,50 m    | q    |
| 1    | B      | Ninon Chapelle         | Francia       | -    | o    | o    | 4,50 m    | q    |
| 1    | B      | Sandi Morris           | Stati Uniti   | -    | -    | o    | 4,50 m    | q    |
| 1    | A      | Wilma Murto            | Finlandia     | -    | o    | o    | 4,50 m    | q    |
| 9    | A      | Olivia McTaggart       | Nuova Zelanda | -    | o    | xo   | 4,50 m    | q    |
| 10   | A      | Margot Chevrier        | Francia       | -    | o    | xxo  | 4,50 m    | q    |
| 10   | B      | Anicka Newell          | Canada        | o    | o    | xxo  | 4,50 m    | q    |
| 12   | A      | Li Ling                | Cina          | o    | o    | xxx  | 4,35 m    | q    |
| 12   | A      | Tina Šutej             | Slovenia      | -    | o    | xxx  | 4,35 m    | q    |
| 12   | B      | Angelica Moser         | Svizzera      | -    | o    | xxx  | 4,5 m     | q    |
| 12   | B      | Gabriela Leon          | Stati Uniti   | o    | o    | xxx  | 4,35 m    | q    |
| 16   | A      | Alysha Newman          | Canada        | -    | xo   | xxx  | 4,35 m    |      |
| 16   | A      | Elisa Molinarolo       | Italia        | o    | xo   | xxx  | 4,35 m    |      |
| 16   | A      | Maryna Kylypko         | Ucraina       | 0    | xo   | xxx  | 4,35 m    |      |
| 16   | A      | Saga Andersson         | Finlandia     | o    | xo   | xxx  | 4,35 m    |      |
| 16   | B      | Lisa Gunnarsson        | Svezia        | o    | xo   | xxx  | 4,35 m    |      |
| 16   | B      | Roberta Bruni          | Italia        | -    | xo   | xxx  | 4,35 m    |      |
| 22   | A      | Eleni-Klaoudia Polak   | Grecia        | xo   | xo   | xxx  | 4,35 m    |      |
| 23   | B      | Jana Hladijčuk         | Ucraina       | o    | xxo  | xxx  | 4,35 m    |      |
| 24   | A      | Nikoléta Kiriakopoúlou | Grecia        | xo   | xxo  | xxx  | 4,35 m    |      |
| 25   | B      | Molly Caudery          | Gran Bretagna | o    | xxx  |      | 4,20 m    |      |
| 26   | B      | Niu Chunge             | Cina          | xo   | xxx  |      | 4,20 m    |      |
| 26   | B      | Elina Lampela          | Finlandia     | xo   | xxx  |      | 4,20 m    |      |
| 26   | A      | Amálie Švábíková       | Rep. Ceca     | xo   | xxx  |      | 4,20 m    |      |
| -    | A      | Holly Bradshaw         | Gran Bretagna | -    | -    | r    | nm        |      |
| -    | B      | Imogen Ayris           | Nuova Zelanda | xxx  |      |      | nm        |      |

### Finale
La gara si è svolta il 17 luglio a partire dalle ore 17:10.
| Pos     | Atleta               | Nazionalità   | 4,30 | 4,45 | 4,60 | 4,71 | 4,80 | 4,85 | 4,90 | Risultato | Note                                     |
| ------- | -------------------- | ------------- | ---- | ---- | ---- | ---- | ---- | ---- | ---- | --------- | ---------------------------------------- |
| Oro     | Katie Nageotte       | Stati Uniti   | -    | o    | o    | xo   | xo   | o    | xxx  | 4,85 m    | Miglior prestazione mondiale stagionale  |
| Argento | Sandi Morris         | Stati Uniti   | -    | o    | o    | o    | o    | xo   | xxx  | 4,85 m    | Miglior prestazione mondiale stagionale  |
| Bronzo  | Nina Kennedy         | Australia     | -    | xxo  | o    | o    | o    | xx-  | x    | 4,80 m    | Miglior prestazione personale stagionale |
| 4       | Tina Šutej           | Slovenia      | o    | o    | xxo  | o    | xxx  |      |      | 4,70 m    |                                          |
| 5       | Aikaterinī Stefanidī | Grecia        | -    | o    | o    | xxo  | x-   | xx   |      | 4,70 m    | Miglior prestazione personale stagionale |
| 6       | Li Ling              | Cina          | o    | o    | o    | xxx  |      |      |      | 4,60 m    | Miglior prestazione personale stagionale |
| 6       | Wilma Murto          | Finlandia     | o    | o    | o    | xxx  |      |      |      | 4,60 m    | Miglior prestazione personale stagionale |
| 8       | Angelica Moser       | Svizzera      | o    | xxo  | o    | xxx  |      |      |      | 4,60 m    |                                          |
| 9       | Anicka Newell        | Canada        | o    | o    | xxx  |      |      |      |      | 4,45 m    |                                          |
| 10      | Jacqueline Otchere   | Germania      | xo   | o    | xxx  |      |      |      |      | 4,45 m    |                                          |
| 11      | Ninon Chapelle       | Francia       | o    | xo   | xxx  |      |      |      |      | 4,45 m    |                                          |
| 12      | Gabriela Leon        | Stati Uniti   | o    | xxx  |      |      |      |      |      | 4,30 m    |                                          |
| 13      | Xu Huiqin            | Cina          | xo   | xxx  |      |      |      |      |      | 4,30 m    |                                          |
| -       | Margot Chevrier      | Francia       | -    | xxx  |      |      |      |      |      | nm        |                                          |
| -       | Olivia McTaggart     | Nuova Zelanda | xxx  |      |      |      |      |      |      | nm        |                                          |